# X-Sinner
X-Sinner é uma banda de heavy metal cristã formada em 1988 em Orange Country, na Califórnia. Apesar de ter sido originada no cenário do white metal, a banda nunca declarou-se como uma banda cristã. Eles foram nomeados a melhor nova banda de 1989 pelos leitores da HM Magazine, e o seu álbum de estreia Get It foi um dos álbuns de white metal mais comentados na época.

## Integrantes

### Formação atual
- Rex Scott – vocal
- Greg Bishop – guitarra
- Rob Kneip – baixo

### Membros de turnê
- Glenn Thomas – baixo
- Craig Jeans – bateria

### Ex-membros
- David Robbins – vocal

## Discografia
- 1989: Get It
- 1991: Peace Treaty
- 2001: Loud And Proud
- 2003: X-Sinner presents the Angry Einsteins: Cracked
- 2006: Fire It Up
- 2007: Loud And Proud 2.0
- 2009: World Covered In Blood